# Eucalyptus transcontinentalis
Eucalyptus transcontinentalis är en myrtenväxtart som beskrevs av Joseph Henry Maiden. Eucalyptus transcontinentalis ingår i släktet Eucalyptus och familjen myrtenväxter. Inga underarter finns listade i Catalogue of Life.